# Quinidio
Quinidio (en francés: Quenin o Quinidius) (f. 579) fue un santo francés. Nació en Vaison-la-Romaine procedente de una familia noble. Cuando era joven, se convirtió en eremita cerca de Toulon y posteriormente en Lérins Abbey dedicando su vida a la oración y al ascetismo. 
Estimado por su piedad, fue llamado por su pueblo natal por Teodosio, obispo de Vaison, que lo convirtió en archidiácono. En ese puesto, estuvo en el Concilio de Arlés de 554. Tuvo que convertirse en obispo de Vaison en 556 y como obispo, participó en el Concilio de París de 558 y 573. Luchó con los ataques del patricio Mummolus, conquistador de los Lombardos.

## Muerte y veneración
A su muerte, su cuerpo fue enterrado bajo el altar de la catedral de Vaison. El sarcófago fue desenterrado en 1950 donde contienen las posibles reliquias de Quinidio.  Fue oficialmente incluido en el catálogo de santos durante el papado de Inocencio III por la petición de Rambaud Flotte, obispo de la ciudad. El ábside de la Iglesia de San Quinidio en Vaison data del siglo VIII, uno de los más antiguas de Francia.